# Hassan Abshir Farah
Hasan Abshir Farah (somali: Xasan Abshir Faarax) (Garowe, 20 de juny de 1945 - Turquia, 12 de juliol de 2020) fou un polític de Somàlia, primer ministre del país entre 2001 i 2003, membre del subclan ise mahmud dels majeerteen.
Era oficial de l'exèrcit somali i va començar la seva carrera política el 1969 en el règim de Siad Barre com a membre secundari de la junta militar que va prendre el poder el 21 d'octubre del 1969. Fou nomenat com a sub comissionat del districte de Mogadiscio i uns anys més tard com a alcalde de la ciutat. Va treballar amb el Servei Nacional de Seguretat que s'ocupava entre altres coses de controlar les activitats dels opositors al règim. Després fou governador de les regions de Shabeellaha Dhexe i de Bakool, i ambaixador al Japó i Alemanya.
Quan va caure el règim era a Alemanya. Vers 1995 va retornar a Somàlia i va treballar per l'autonomia del nord-est.
El 1998 estava aliat a Abdullahi Yusuf Ahmed amb el que va contribuir a formar l'estat de Puntland del que fou ministre de l'Interior. El desembre del 1999 va signar l'orde que expulsava del Puntland a tres cooperants d'Organitzacions No Governamentals acusat de no fer serveis satisfactoris: Eddie Johns de la UNCTAD (Conferència de les Nacions Unides pel Comerç i el Desenvolupament), Remmelt Hummeyn de l'UNDP (Programa de Desenvolupament de les Nacions Unides) i Said Al-Naimari de UNICEF.
Va participar en el Procés d'Arta de la que fou copresident i fou membre de l'Assemblea Nacional de Transició. Va romandre a la conferència quan Puntland va deixar de donar-li suport. El primer ministre del Govern Nacional de Transició (GNT) Ali Khalif Galaid va perdre el suport dels membres de l'Assemblea Nacional de Transició, la qual va passar una moció en què se li retirava la confiança i se'l obligava a dimitir el 28 d'octubre del 2001. Llavors Osman Jama Ali va ocupar interinament el càrrec, fins al nomenament del nou primer ministre, càrrec per al qual fou nomenat Hassan Abshir Farah el 12 de novembre de 2001 considerat proper del president Salad.
Quan fou nomenat feia poc dels atemptats de l'11 de setembre de 2001, i va convidar als Estats Units a desplegar tropes a Somàlia, d'eon havien sortit després de l'operació Restaurar l'Esperança (vegeu UNOSOM II). i es va referir a Al-Itihaad al-Islamiya (AIAI), organització considerada terrorista pels americans. No obstant el 15 de desembre de 2001 va declarar que no hi havia membres d'Al-Qaeda a Somàlia contra el que afirmava el senyor de la guerra Hussein àlies Aydid. Estats Units no obstant, no va acceptar el convit.
El 2002 va ajudar amb armes a la facció a Puntland d'Abdullahi Yusuf Ahmed revoltada contra el president constitucional Jama Ali Jama.
L'abril del 2002 fou hospitalitzat per complicacions derivades de la seva diabetis.
Va representar al GNT a la Conferència de Pau i Reconciliació de Somàlia de Eldoret a Kenya a l'octubre del 2002, que no va aconseguir inicialment cap èxit per l'oposició del contra govern del Consell de Reconciliació i Restauració de Somàlia. Finalment el juliol del 2003 les dues parts van arribar a un acord quan ja estava a punt d'acabar el termini del GNT.
En aquest moment les expectatives creades el 2000 quan es va fundar el Govern Nacional de Transició, havien ja passat. El GNT expirava el seu termini l'agost del 2003, i es va decidir que seguís en funcions fins que fos creat el Govern Federal de Transició (GFT) que s'estava negociant. A partir d'agost el primer ministre Farah i el president de l'Assemblea Nacional de Transició Abdallah Derow Isaak es podien considerar cessats, però la decisió formal es va escenificar el 8 de desembre del 2003 amb un vot de no confiança a l'Assemblea. Els dos afectats, Farah i Isaak van declarar a Nairobi que l'extensió del mandat del GNT era inconstitucional. Fou nomenat com a primer ministre Muhammad Abdi Yusuf.
El 2004 fou nomenat membre del Parlament Federal de Transició i ministre de Pesca del Govern Federal de Transició que va substituir al GNT. El 2006 va signar un contracte de 55 milions de dòlars amb l'empresa de Nova York, Top Cat Marine Security, per lluitar contra la pirateria a Somàlia.
Va dimitir junt amb altres membres del govern, l'1 d'agost del 2006 en protesta perquè el primer ministre Ali Mohammed Ghedi posposava les converses de pau amb la Unió de Corts Islàmiques de Somàlia.